# 勐班乡
勐班乡，是中华人民共和国云南省普洱市景谷傣族彝族自治县下辖的一个乡镇级行政单位。

## 行政区划
勐班乡下辖以下地区：
勐班村、太平村、安乐村、八落村、迁岗村、芒海村、金力村和岩脚村。